# NGC 7681
NGC 7681 este o galaxie situată în constelația Pegas. A fost descoperită în 11 octombrie 1784 de către William Herschel.